# Compigny
Compigny település Franciaországban, Yonne megyében. Lakosainak száma 182 fő (2022. január 1.). Compigny Jaulnes, Montigny-le-Guesdier, Villenauxe-la-Petite, Pailly, Plessis-Saint-Jean és Sergines községekkel határos.

## Népesség
A település népességének változása:
| Lakosok száma | 169  | 184  | 194  | 194  | 202  | 206  | 198  | 190  | 182  |
|               | 2013 | 2015 | 2016 | 2017 | 2018 | 2019 | 2020 | 2021 | 2022 |